# Añe
Añe település Spanyolországban, Segovia tartományban. Añe Garcillán, Anaya, Santa María la Real de Nieva, Armuña és Yanguas de Eresma községekkel határos. Lakosainak száma 66 fő (2024).

## Népesség
A település népessége az elmúlt években az alábbi módon változott:
| Lakosok száma | 134  | 126  | 112  | 115  | 107  | 103  | 90   | 77   | 69   | 66   |
|               | 2001 | 2004 | 2007 | 2009 | 2012 | 2014 | 2017 | 2019 | 2022 | 2024 |